# BH4 Hotel
Il BH4 Hotel, chiamato anche B4 Hotel, Boscolo Hotel 4, Barcelò Milan o Barcelò Hotel, è un edificio ad uso alberghiero situato a Milano, in via Stephenson.

## Descrizione

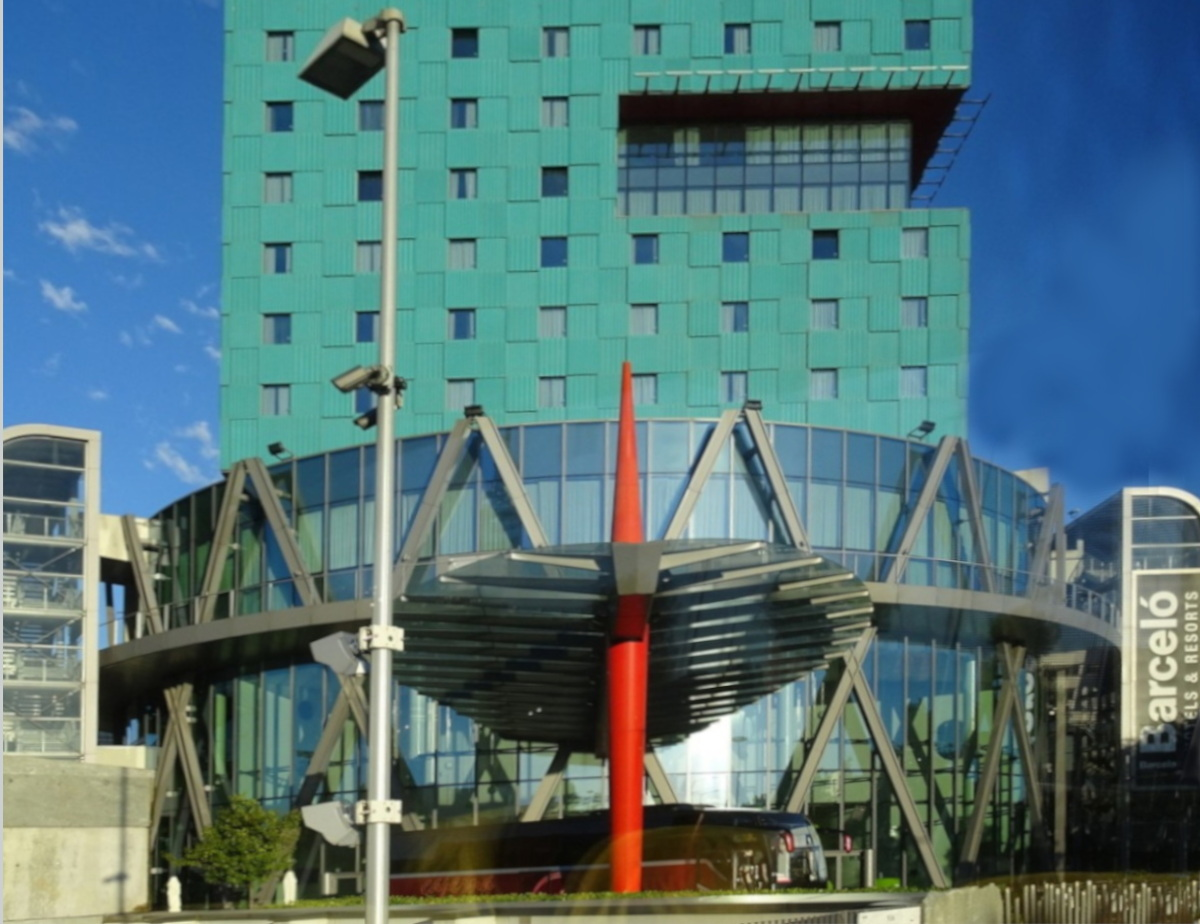
Vista dal basso dell'hotel

L'hotel è il primo di una serie di edifici che sono in programma di sorgere nella zona di via Stephenson, per riqualificare l'area urbana in stato di degrado secondo un progetto urbanistico del comune, per trasformarla in distretto finanziario simile alla Defense parigina.

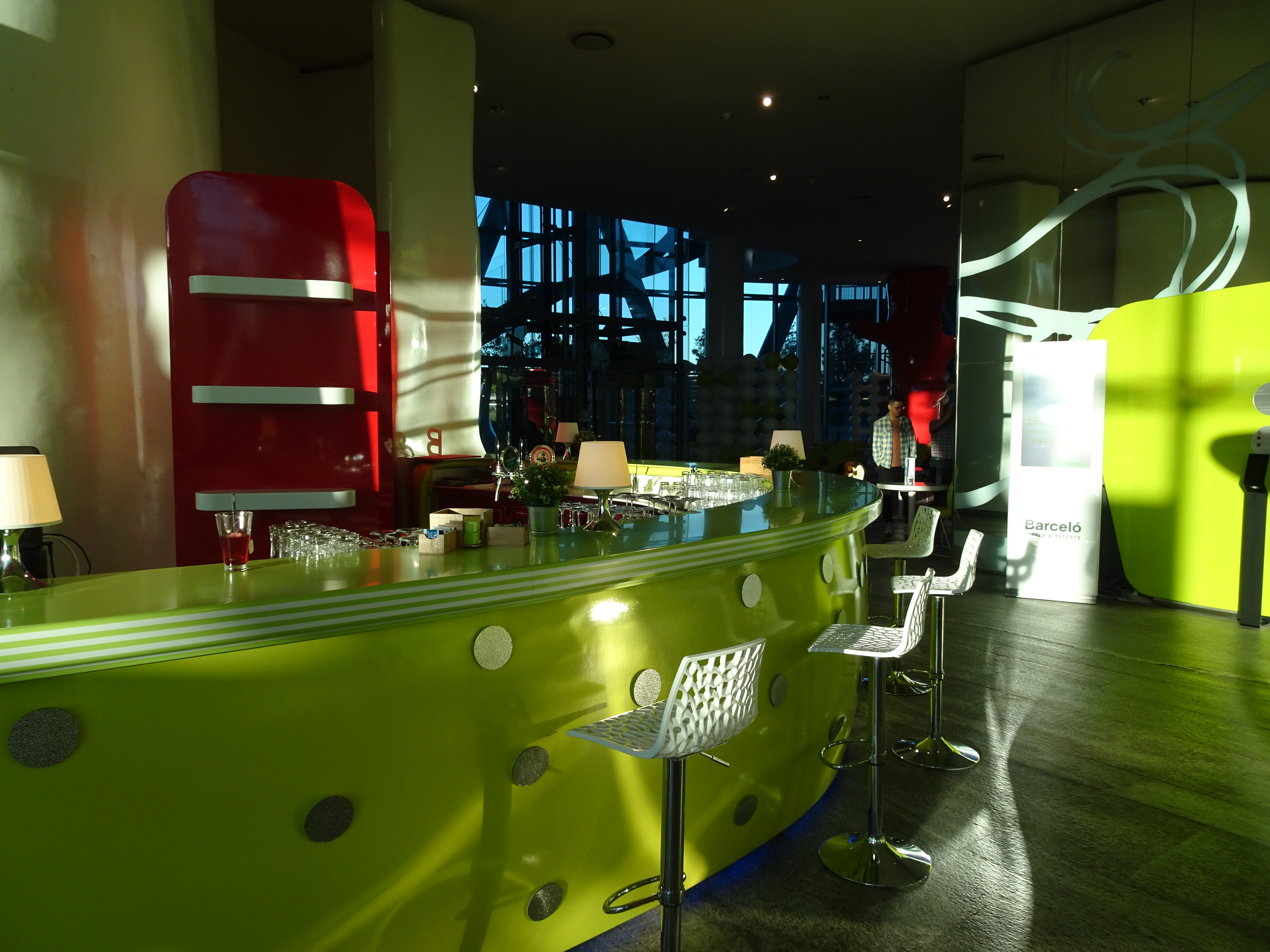
Interno dell'edificio

Il palazzo, che ospita un hotel a 4 stelle, è stato progettato dall'architetto italiano Giancarlo Marzorati. Con un'altezza superiore a 98 metri, la struttura è composta da 20 piani con circa 300 camere. Al momento della sua inaugurazione nel 2012, era il quattordicesimo l'edificio più alto di Milano ed nel 2019 è il ventunesimo più elevato della città. Nel 2025 è il ventinovesimo edificio più alto di Milano
L'hotel ha ricevuto dall'Awards Real Estate nel 2009 il premio Mattone d’Oro come migliore progetto turistico alberghiero 2009. L'interno dell'hotel, che è stato progettato da Simone Micheli, ha ricevuto una menzione d'onore nella categoria Foreign Hospitality al Premio internazionale Best of Year Awards 2012.